# Wiecznik

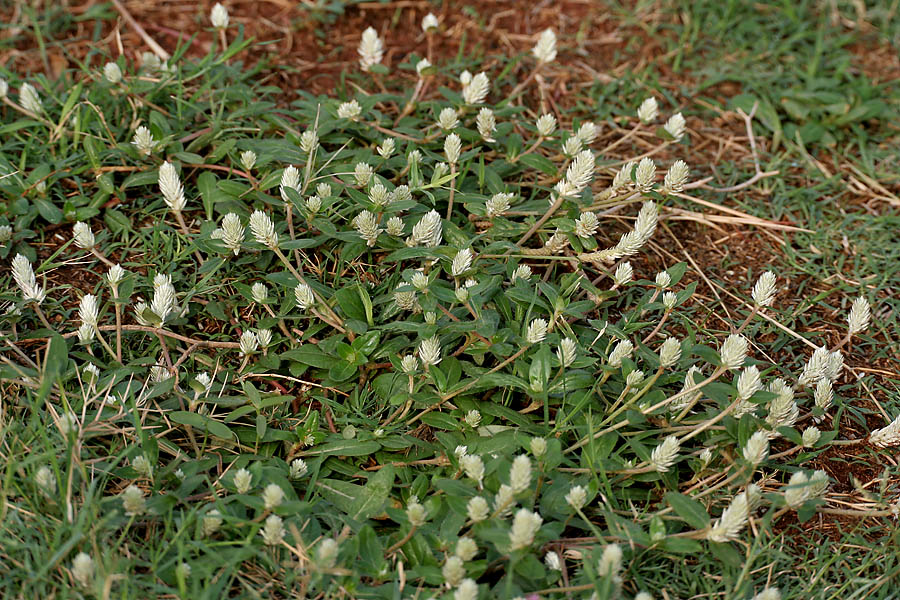
Wiecznik płożący

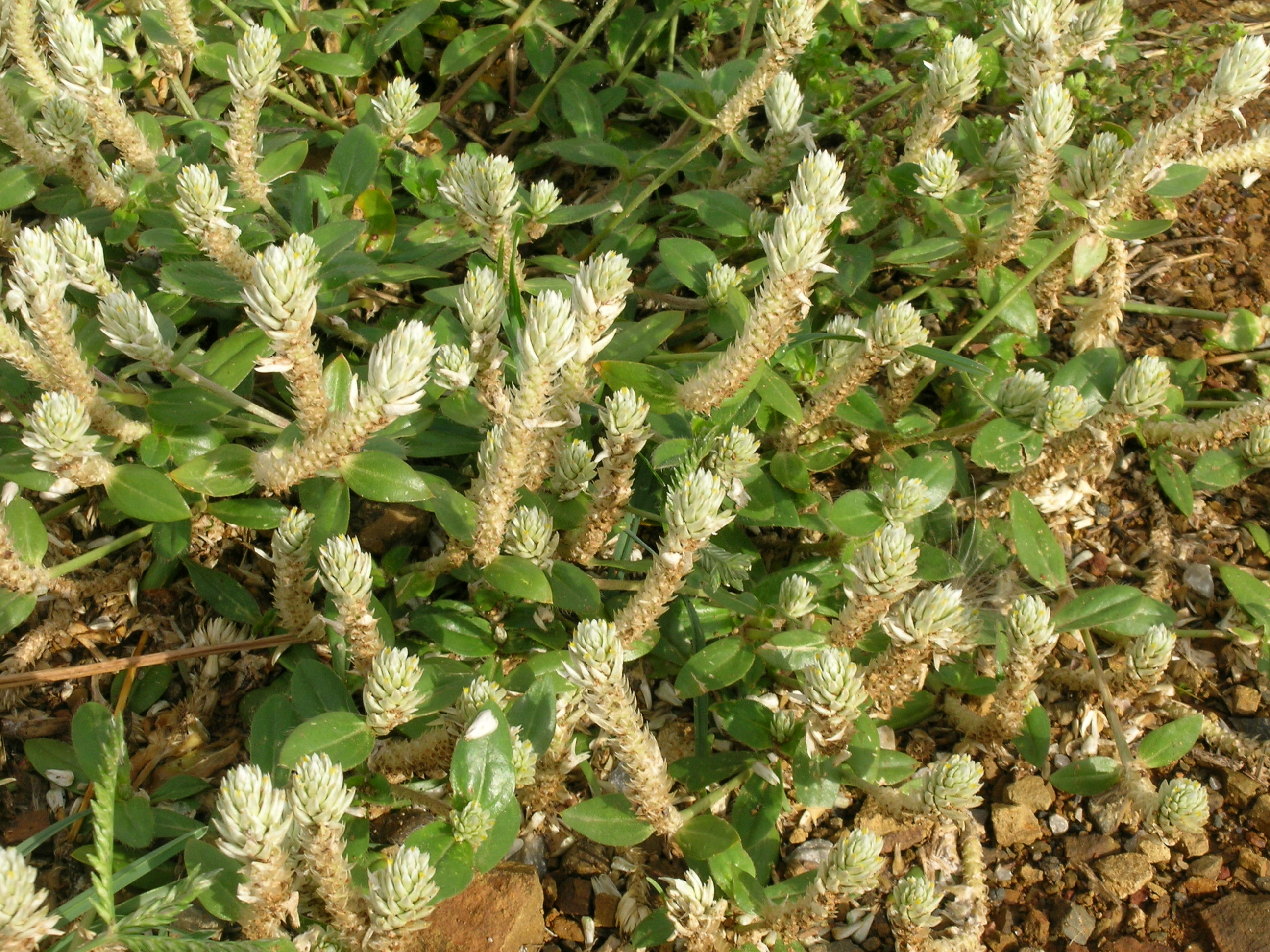
Gomphrena celosioides

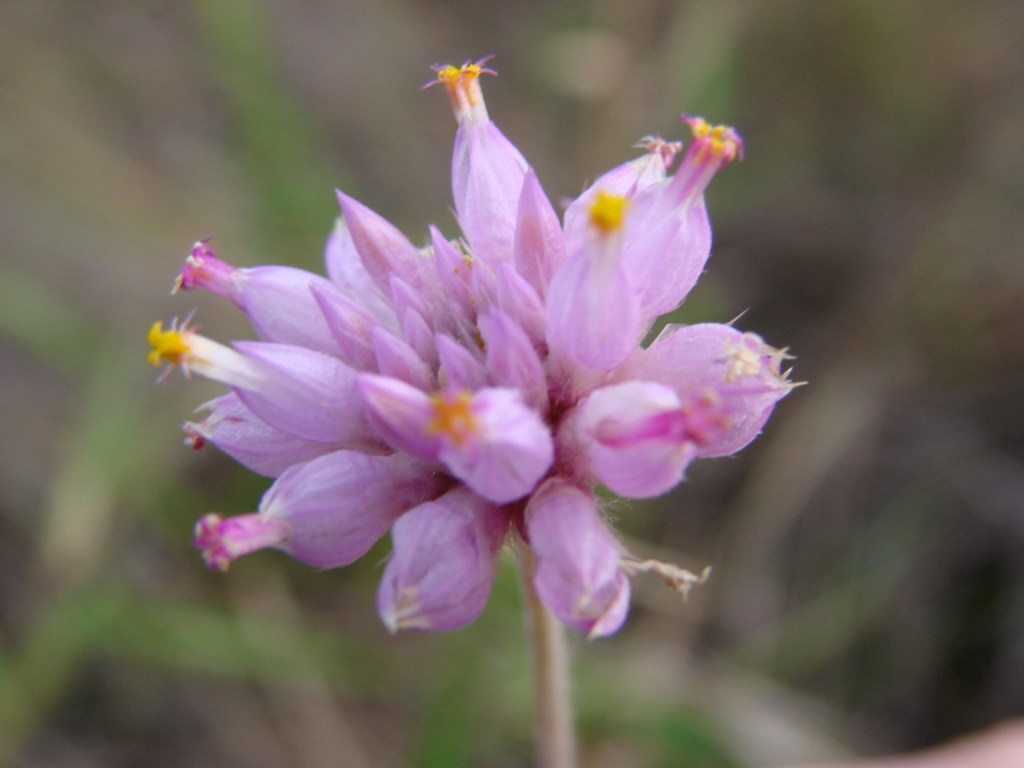
Gomphrena mollis

Wiecznik, gomfrena (Gomphrena L.) – rodzaj roślin z rodziny szarłatowatych. Obejmuje ok. 125, 132 gatunki. Rośliny te występują w strefie tropikalnej i umiarkowanej ciepłej obu kontynentów amerykańskich – od południowej części Ameryki Północnej po północną Argentynę, poza tym na wyspach Oceanu Spokojnego i w Australii (tam 33 gatunki są rodzime). Jeden gatunek rośnie jako rodzimy w Chinach. Jako rośliny introdukowane przedstawiciele tego rodzaju spotykani są poza tym niemal w całej Afryce, Azji (z wyjątkiem jej północnej części) oraz wschodniej części Ameryki Północnej.
Wiecznik kulisty G. globosa rozpowszechniony jest w uprawie jako rabatowa roślina ozdobna, dostępny w wielu odmianach rozmaicie i jaskrawo ubarwionych. Pędy ścięte przed zakończeniem kwitnienia nadają się do suszenia i do suchych bukietów. G. claussenii wykorzystywany jest do fitoremediacji gleb zanieczyszczonych cynkiem i kadmem.

## Morfologia

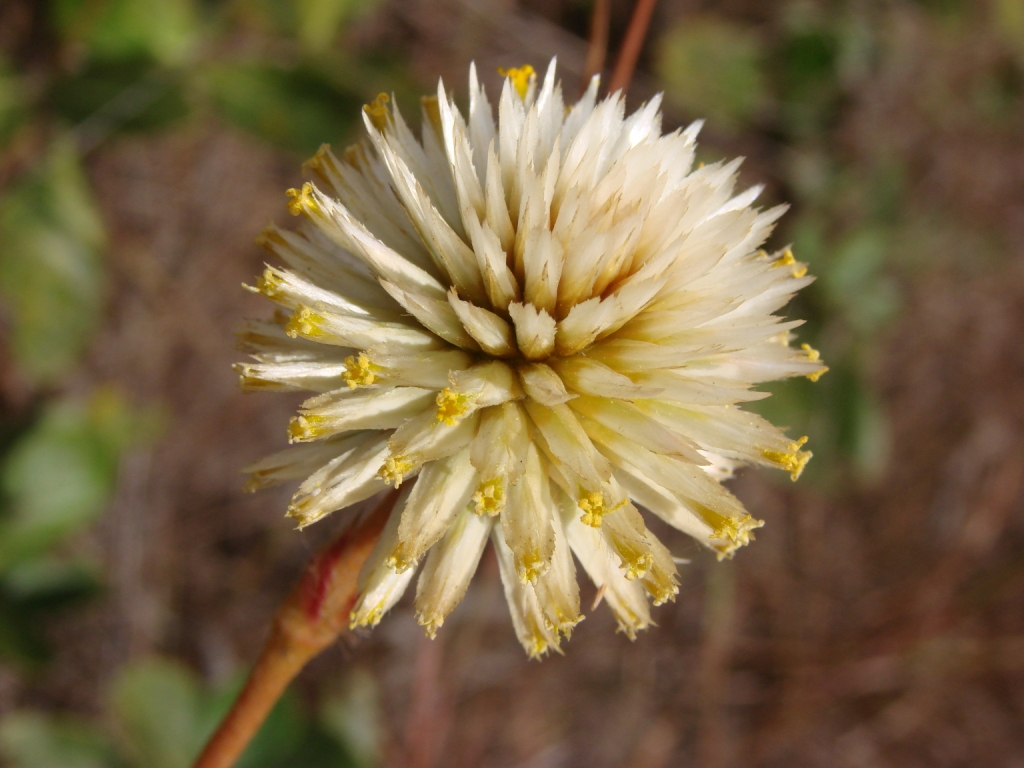
Gomphrena scapigera

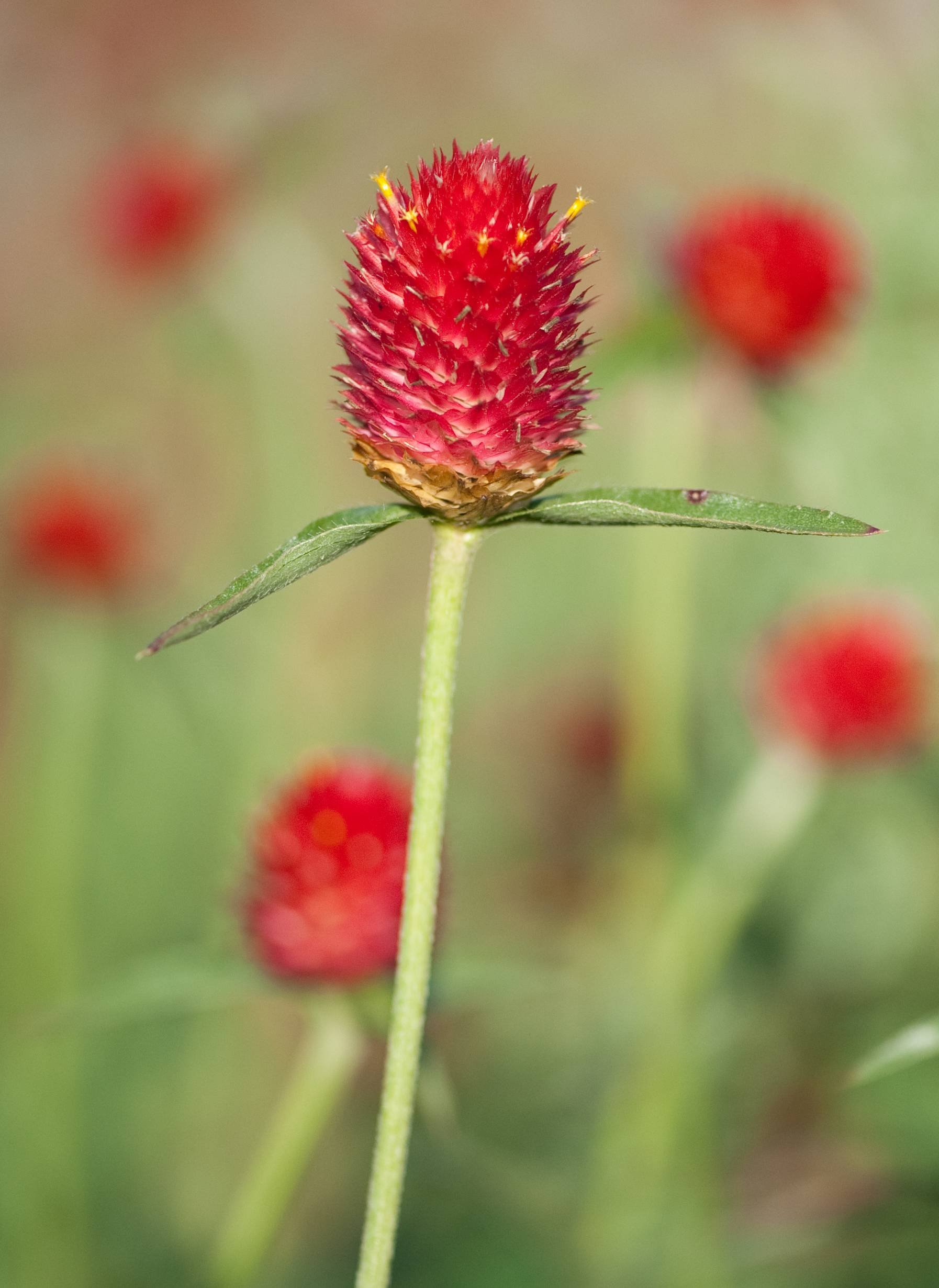
Gomphrena haageana

PokrójRośliny zielne (jednoroczne i byliny), rzadko półkrzewy. Łodygi są płożące, podnoszące się lub prosto wzniesione.
LiścieNaprzeciwległe, rzadko skrętoległe, siedzące lub ogonkowe. Blaszka liściowa jajowata do owalnej, całobrzega, od spodu szczeciniasto owłosiona, rzadziej także z wierzchu.
KwiatySkupione w wyrastające na szczycie pędu lub w jego rozwidleniach kulistawe główki, często wsparte przez siedzące listki okrywy (podsadki). Kwiaty są obupłciowe i wsparte cienkimi przysadkami. Pięć listków okwiatu otacza 5 pręcików o nitkach zrośniętych u nasady w rurkę oraz pojedynczą zalążnię z szyjką zakończoną zwykle rozwidlonym znamieniem.
OwoceJednonasienne niełupki zamknięte trwałym okwiatem. Nasiona gładkie, soczewkowate, kulistawe lub podługowate.

## Systematyka
Rodzaj z rodziny szarłatowatych Amaranthaceae, klasyfikowany do podrodziny Gomphrenoideae i plemienia Gomphreneae.
Wykaz gatunków
- Gomphrena affinis F.Muell. ex Benth.
- Gomphrena agrestis Mart.
- Gomphrena albiflora Moq.
- Gomphrena anti-lethargica Silveira
- Gomphrena arborescens L.f.
- Gomphrena arida J.Palmer
- Gomphrena atrorubra J.Palmer
- Gomphrena basilanata Suess.
- Gomphrena bicolor Mart.
- Gomphrena boliviana Moq.
- Gomphrena brachystylis F.Muell.
- Gomphrena breviflora F.Muell.
- Gomphrena caespitosa Torr.
- Gomphrena caleyi Briq.
- Gomphrena canescens R.Br.
- Gomphrena cardenasii Standl. ex E.Holzh.
- Gomphrena celosioides Mart.
- Gomphrena centrota E.Holzh.
- Gomphrena chrestoides C.C.Towns.
- Gomphrena cladotrichoides Suess.
- Gomphrena claussenii Moq.
- Gomphrena colosacana Hunz. & Subils
- Gomphrena conferta Benth.
- Gomphrena conica (R.Br.) Spreng.
- Gomphrena connata J.Palmer
- Gomphrena cucullata J.Palmer
- Gomphrena cunninghamii (Moq.) Druce
- Gomphrena debilis Mart.
- Gomphrena decipiens Seub.
- Gomphrena demissa Mart.
- Gomphrena desertorum Mart.
- Gomphrena diffusa (R.Br.) Spreng.
- Gomphrena discolor R.E.Fr.
- Gomphrena duriuscula Moq.
- Gomphrena eichleri J.Palmer
- Gomphrena elegans Mart.
- Gomphrena equisetiformis R.E.Fr.
- Gomphrena eriophylla Mart.
- Gomphrena ferruginea Pedersen
- Gomphrena filaginoides M.Martens & Galeotti
- Gomphrena flaccida R.Br.
- Gomphrena floribunda J.Palmer
- Gomphrena fuscipellita T.Ortuño & Borsch
- Gomphrena gardneri Moq.
- Gomphrena globosa L. – wiecznik kulisty[6][5]
- Gomphrena graminea Moq.
- Gomphrena guaranitica Chodat
- Gomphrena haageana Klotzsch
- Gomphrena haenkeana Mart.
- Gomphrena hatschbachiana Pedersen
- Gomphrena hermogenesii J.C.Siqueira
- Gomphrena hilariana Moq.
- Gomphrena hillii Suess.
- Gomphrena humifusa J.Palmer
- Gomphrena humilis R.Br.
- Gomphrena incana Mart.
- Gomphrena insignis Briq.
- Gomphrena involucrata Ewart
- Gomphrena kanisii J.Palmer
- Gomphrena lacinulata J.Palmer
- Gomphrena lanata R.Br.
- Gomphrena lanigera Pohl ex Moq.
- Gomphrena leontopodioides Domin
- Gomphrena leptoclada Benth.
- Gomphrena leptophylla (Benth.) J.Palmer
- Gomphrena leucocephala Mart.
- Gomphrena macrocephala A.St.-Hil.
- Gomphrena macrorhiza Mart.
- Gomphrena magentitepala J.Palmer
- Gomphrena mandonii R.E.Fr.
- Gomphrena marginata Seub.
- Gomphrena martiana Gillies ex Moq.
- Gomphrena matogrossensis Suess.
- Gomphrena mendocina (Phil.) R.E.Fr.
- Gomphrena meyeniana Walp.
- Gomphrena microcephala Moq.
- Gomphrena mizqueensis T.Ortuño & Borsch
- Gomphrena mollis Mart.
- Gomphrena moquinii Seub.
- Gomphrena nealleyi J.M.Coult. & Fisher
- Gomphrena nigricans Mart.
- Gomphrena nitida Rothr.
- Gomphrena occulta J.Palmer
- Gomphrena oroyana Standl.
- Gomphrena pallida (Stuchlík) Pedersen
- Gomphrena paraguayensis Chodat
- Gomphrena paranensis R.E.Fr.
- Gomphrena parviceps Standl.
- Gomphrena parviflora Benth.
- Gomphrena perennis L.
- Gomphrena phaeotricha Pedersen
- Gomphrena pilosa (M.Martens & Galeotti) Moq.
- Gomphrena platycephala R.E.Fr.
- Gomphrena pohlii Moq.
- Gomphrena potosiana Suess. & Benl
- Gomphrena pringlei J.M.Coult. & Fisher
- Gomphrena prostrata Mart.
- Gomphrena pulchella Mart.
- Gomphrena pulvinata Suess.
- Gomphrena pumila Gillies ex Moq.
- Gomphrena pungens Seub.
- Gomphrena pusilla Benth.
- Gomphrena radiata Pedersen
- Gomphrena regeliana Seub.
- Gomphrena riedelii Seub.
- Gomphrena riparia Pedersen
- Gomphrena rosula J.Palmer
- Gomphrena rudis Moq.
- Gomphrena rupestris Nees
- Gomphrena scandens (R.E.Fr.) J.C.Siqueira
- Gomphrena scapigera Mart.
- Gomphrena schinziana Stuchlík
- Gomphrena schlechtendalian a Mart.
- Gomphrena sellowiana Mart.
- Gomphrena serrata L. – wiecznik płożący[6]
- Gomphrena serturneroides Suess.
- Gomphrena sonorae Torr.
- Gomphrena sordida Farmar
- Gomphrena spissa Pedersen
- Gomphrena splendida R.L.Barrett & J.Palmer
- Gomphrena stellata T.Ortuño & Borsch
- Gomphrena tenella (Moq.) Benth.
- Gomphrena tomentosa (Griseb.) R.E.Fr.
- Gomphrena triceps Pedersen
- Gomphrena trinervosa C.C.Towns.
- Gomphrena trollii Suess.
- Gomphrena umbellata J.Rémy
- Gomphrena uruguayensis Suess.
- Gomphrena vaga Mart.
- Gomphrena virgata Mart.
- Gomphrena viridis Wooton & Standl.
- Gomphrena vitellina Pedersen